# HMS Racehorse (1757)
HMS Racehorse (1757) — 18-пушечный шлюп Королевского флота, исходно французский корсар Marquis de Vaudreil, затем переделанный в исследовательское судно. В 1773 году участвовал в британской экспедиции в Арктику. Первый британский корабль под названием Racehorse. Позже перестроен в бомбардирский корабль и переименован в Thunder.

## Происхождение
Построен в Нанте около 1754 года. Был вооружён трёхмачтовым кораблем и имел полубачную конструкцию. Об артиллерийском вооружении подробности не сохранились. По всем свидетельствам и изображениям, имел толстый прочный корпус, что повлияло на дальнейшее использование. С началом Семилетней войны превращён в корсар, где-то в начале 1757 года взят Королевским флотом. Неясно, был ли осуждён как приз.

## В британской службе

### Семилетняя война
1757 — закуплен флотом 28 апреля 1757 года (приказ Адмиралтейства от 19 апреля); 5 мая присвоено название Racehorse; 21 апреля−20 июля ремонт и оснащение на частной верфи John Randall в Ротерхайт как «фрегат», затем с 20 июля по 16 августа — на королевской верфи в Дептфорде; . Вступил в строй в июне, коммандер Френсис Берслем (англ. Francis Burslem).
1758 — 15 марта в Северном море взял французский корсар Boulonnais; переклассифицирован в брандер (приказом Адмиралтейства от 21 апреля) с командой 43 человека и вооружением 8 × 6-фн пушек + 8 фальконетов; апрель-май, оснащение в Чатеме; переклассифицирован в бомбардирский корабль (приказом Адмиралтейства от 5 сентября): 70 человек, 1 × 13-дюймовая и 1 × 10-дюймовая мортира, 8 × 6-фн пушек + 12 фальконетов; сентябрь-ноябрь, соответственно оснащён в Портсмуте; возвращён в строй в сентябре, коммандер Френсис Ричардс (англ. Francis Richards).
1759 — 16 февраля ушёл в Северную Америку; сентябрь, и. о. командира лейтенант Джордж Миллер (англ. George Miller); зимовал в Квебеке.
Racehorse (Джордж Миллер) и HMS Porcupine (коммандер Макартни) после взятия Квебека остались в городе. 24 ноября, после ухода британского флота, французские «купцы», выжидавшие в Кап-Руж, просочились мимо гарнизона, хотя и были обстреляны, и только Elzabeth села на мель под южным берегом. На следующее утро коммандер Миллер поднялся на Elzabeth и по неосторожности устроил взрыв. Коммандер и его лейтенант были смертельно ранены и через несколько дней умерли.
1760 — май, коммандер Джеймс Харвуд (англ. James Harwood), Северная Америка; снова упоминается как «фрегат» (16-пушечный).
1761 — январь(?), коммандер Джон Макартни (англ. John Macartney); 20 марта ушёл с конвоем на Ньюфаундленд.
1762 — крейсировал в английских водах.
1763 — выведен в резерв и рассчитан; 7 октября обследован, записей о ремонте нет.

### Межвоенный период
1771 — май, малый ремонт и оснащение в Ширнесс по март 1772 года; возвращён в строй в октябре, коммандер Сент-Джон Чиннери (англ. St John Chinnery); назначен в патруль у м. Старт-пойнт.
1773 — выведен в резерв и рассчитан; март-май, оснащён в Дептфорде для «путешествия к Северному полюсу» (двойная обшивка корпуса); возвращён в строй в апреле для арктической экспедиции, коммандер Константин Фиппс; июнь-сентябрь, экспедиция (совместно с HMS Carcass); октябрь, выведен в резерв и рассчитан; октябрь-ноябрь, ремонт в Дептфорде.

### Арктическая экспедиция
19 апреля 1773 года капитан Константин Джон Фиппс (впоследствии лорд Малгрейв) был назначен командовать Carcass, с приказом подойти как можно ближе к Северному полюсу. Противные ветра и другие обстоятельства задержали выход до 2 июня.
22 июня они пришли к Шпицбергену (Свальбард), где нашли умеренную погоду и свободное ото льда море. Но 5 июля обнаружили льды от норд-веста до оста, без каких-либо просветов к норду. 19-го в тумане добрались до рейда, который голландцы называют Вогель Занг (нидерл. Vogel Sang), и встали на якорь в 11 фатомах воды. 17-го, когда погода расчистилась, капитан Фиппс смог взобраться на скалу и осмотреть море на несколько лиг к норд-осту; льды выглядели сплошными и плотными. 18-го снова попытались пройти сквозь льды, но к 31-му не смогли продвигаться дальше, и встали к краю ледяного поля, с толщиной льда свыше 20 футов.
1 августа, в широте 80° 37' N, льды вокруг усиливались, и местами торосы были выше грот-мачты. 3-го команды попытались прорубить выход к весту, но к вечеру корабли продвинулись всего на 300 ярдов. 7-го капитан Фиппс вернулся к кораблю после попытки перетащить катер по льду. Пройдя всего 2 мили он обнаружил, что льды там легче, так что под парусами, используя лёгкий ветер, корабли продвинулись примерно на милю. Используя каждую возможность, они старались форсировать льды и передвинуть шлюпки к кромке. Из-за тумана оценить пройденное расстояние было трудно, но 9-го корабли прошли несколько малых полыней и обнаружили, что обогнали собственные шлюпки. На следующее утро ветер усилился и они поставили все паруса, стараясь форсировать льды. Усилие при этом было таково, что веретено основного якоря Racehorse сломалось с одного удара.
Не найдя больше никаких просветов, 22 августа капитан Фиппс покинул гренландские воды. 7 сентября они подошли к Шетландским островам, где выдержали ряд штормов, и 24-го пришли в Орфорднесс. При этом Racehorse потерял 3 шлюпки и был вынужден сбросить за борт 2 пушки.

### Американская война за независимость
1775 — возвращён в строй в январе, коммандер Джеймс Оррок (англ. James Orrok); февраль-апрель, оснащение в Дептфорде; сентябрь, выведен в резерв и рассчитан; переименован в HMS Thunder и переклассифицирован в бомбардирский корабль (приказом Адмиралтейства от 24 октября); возвращён в строй в октябре, коммандер Джеймс Рид (англ. James Reid).
1776 — 23 февраля ушёл в Северную Америку; июнь, коммандер Энтони Моллой (англ. Anthony James Pye Molloy); 28 июля с эскадрой Паркера был при штурме Чарльстона.
1778 — апрель, коммандер Джеймс Гамбье; 22 июля был при Санди-Хук; в том же районе в шторм потерял мачты и 14 августа захвачен французскими кораблями Hector (74) и Vaillant (64) эскадры графа д’Эстена.
По неподтверждённым данным, был переименован французами в Senegal, затем отбит британцами 2 ноября 1780 года, но 22 ноября взорвался.